# Ginglymostomatidae
Ginglymostomatidae är en familj av hajar. Ginglymostomatidae ingår i ordningen wobbegongartade hajar, klassen hajar och rockor, fylumet ryggsträngsdjur och riket djur. Enligt Catalogue of Life omfattar familjen Ginglymostomatidae 3 arter.
Typisk är korta eller långa skäggtöm vid munnen, ett hål bakom ögonen som upptar vatten och två ryggfenor samt en analfena som saknar taggstrålar. Den andra ryggfenan börjar framför analfenan.
Arterna förekommer i alla hav i tropiska och subtropiska vatten. Exemplaren är nattaktiva och vistas nära havets botten. De når ett djup av 70 meter eller djupare. Födan varierar mellan fiskar, kräftdjur, koraller och havslevande blötdjur. Honor lägger inga ägg utan föder levande ungar.
Släkten enligt Catalogue of Life:
- Ginglymostoma
- Nebrius
- Pseudoginglymostoma